# Guerra Civil na República do Congo (1997–1999)
A Segunda Guerra Civil na República do Congo ou Guerra Civil no Congo-Brazavile, que durou de junho de 1997 até dezembro de 1999, foi travada entre os partidários dos dois candidatos presidenciais, que terminou em uma invasão das forças angolanas e instalação de Denis Sassou Nguesso ao poder. No Congo é comumente conhecida como a Guerra de 5 de Junho (Guerre du 5 juin).
O progresso democrático do Congo foi desbaratado em 1997. Quando as eleições presidenciais marcadas para julho do mesmo ano se aproximavam, as tensões aumentavam entre os partidários do presidente Pascal Lissouba e do ex-presidente coronel Denis Sassou Nguesso do Partido Congolês do Trabalho (PCT). Sassou tinha governado o país de 1979 a 1992, quando o país era um Estado marxista-leninista de partido único.
O PCT havia sido derrotado nas eleições presidenciais de 1993, rebelando-se contra o vencedor o partido de Lissouba e seus aliados, fundaram sua própria milícia, a FDU, e aliado aos Cobras que lhes forneceu armas e combatentes, a guerra durou até o ano seguinte, após as negociações de paz que vieram em 1996 em que decidiram organizar novas eleições para 1997.
Em 5 de junho, a tensão chegou ao ponto que, em Brazavile, a capital do país, o governo de Lissouba ordenou a rendição da milícia de Sassou, mas seu adversário optou por resistir, durante os próximos quatro meses viu-se uma sangrenta batalha pela capital que terminou em grande parte destruída. No início de outubro, as tropas angolanas invadiram o Congo em apoio a Sassou, ocupando a maior parte da capital do capital no dia 14, Lissouba fugiu, a capital terminou por cair em dois dias, o mesmo se passou em Pointe-Noire. Em 25 daquele mês, Sassou declarou-se presidente e criou um governo de 33 membros.
Junto com o conflito político entre Lissouba e Nguesso Sassou, o petróleo era considerado um fator crucial para a guerra, juntamente com os interesses franceses em jogo; a França era vista como um apoio para Sassou contra Lissouba. Para garantir seu poder em 1998, Sassou começou a reorganizar o exército, composto principalmente por antigos membros de sua milícia aliada, os Cobras.
Em janeiro de 1998, o regime de Sassou celebrou um Fórum Nacional de Reconciliação para determinar a natureza e a duração do período de transição. O Fórum era estreitamente relacionado com o governo, que decidiu que as eleições deveriam ocorrer após três anos de transição e anunciou um projeto para reformar a Constituição. No entanto, os combates no final de 1998 interromperam o retorno à democracia. Esta nova violência também fechou a linha férrea entre Brazavile e Pointe-Noire, vias economicamente vitais, causando grande destruição e perda de vidas no sul de Brazavile e na região de Pool, Bouenza e Niari, e deslocando centenas de milhares de pessoas. Em novembro e dezembro, o governo assinou acordos de paz e a desmobilização com vários grupos rebeldes, mas não todos. O acordo de dezembro, intermediado pelo presidente do Gabão Omar Bongo, pedia o monitoramento, incluindo as negociações entre o governo e a oposição. Entre 7 e 11 mil pessoas morreram na guerra e até 800 mil foram obrigadas a deixar suas casas. Durante o processo de paz entre 1999 e 2000 cerca de 12 mil de 25 mil combatentes foram desmobilizados e 13 mil armas foram entregues.